# Akacjusz (patriarcha Antiochii)
Akacjusz – mianowany przez zwolenników soboru chalcedońskiego patriarcha Antiochii; sprawował urząd w latach 458–461.